# 橐皋县
橐皋县，亦称为柘皋县，汉朝的县。
早在春秋时期，橐皋即为城邑。西汉于此置橐皋县，即今安徽省合肥市巢湖市柘皋镇，历属楚国、淮南国、九江郡。东汉废，地入浚遒县。